# Lommatzsch
Lommatzsch ist eine Landstadt im Landkreis Meißen in Sachsen, Deutschland.

## Geographie

### Lage
Lommatzsch liegt inmitten der Lommatzscher Pflege, einem landwirtschaftlich geprägten Gebiet mit hervorragenden Lößböden zwischen den Tälern des Keppritzbaches und des Ketzerbaches.

### Stadtgliederung

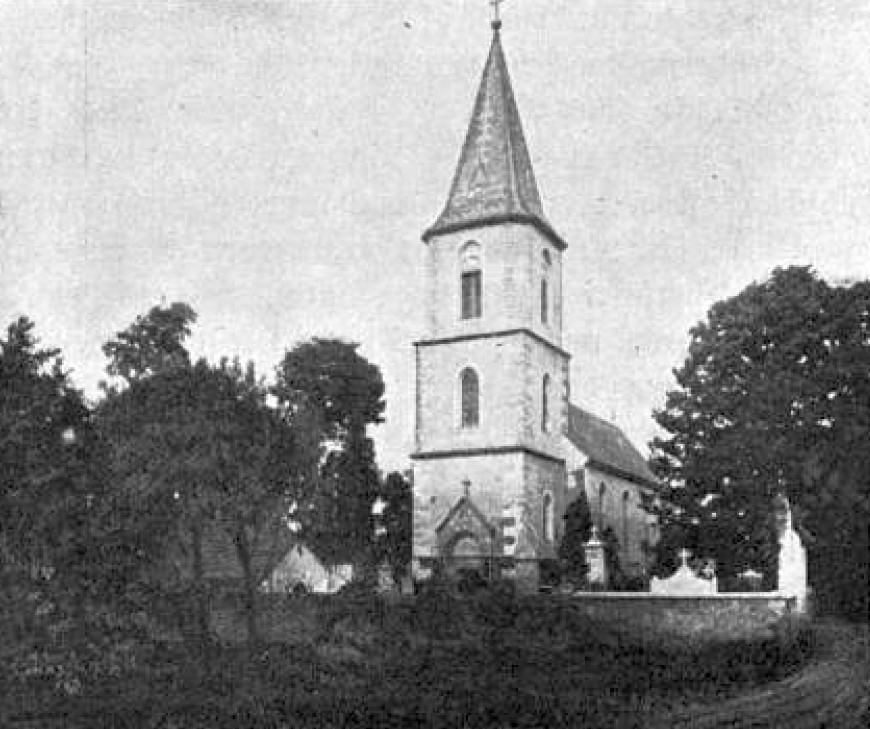
Dorfkirche Striegnitz, Foto 1902

Ortsteile sind:
- Albertitz,
- Altlommatzsch,
- Altsattel,
- Arntitz,
- Barmenitz,
- Birmenitz,
- Churschütz,
- Daubnitz,
- Dennschütz,
- Dörschnitz,
- Grauswitz,
- Ickowitz,
- Jessen,
- Klappendorf,
- Krepta,
- Lautzschen,
- Löbschütz,
- Lommatzsch,
- Marschütz,
- Mögen,
- Neckanitz,
- Paltzschen,
- Petzschwitz,
- Piskowitz,
- Pitschütz,
- Poititz,
- Prositz,
- Rauba,
- Roitzsch,
- Scheerau,
- Schwochau,
- Sieglitz,
- Striegnitz,
- Trogen,
- Wachtnitz,
- Weitzschenhain,
- Wuhnitz,
- Zöthain,
- Zscheilitz.

### Nachbargemeinden
| Jahnatal | Stauchitz | Hirschstein  |
| Jahnatal |           | Diera-Zehren |
| Döbeln   | Nossen    | Käbschütztal |

## Geschichte

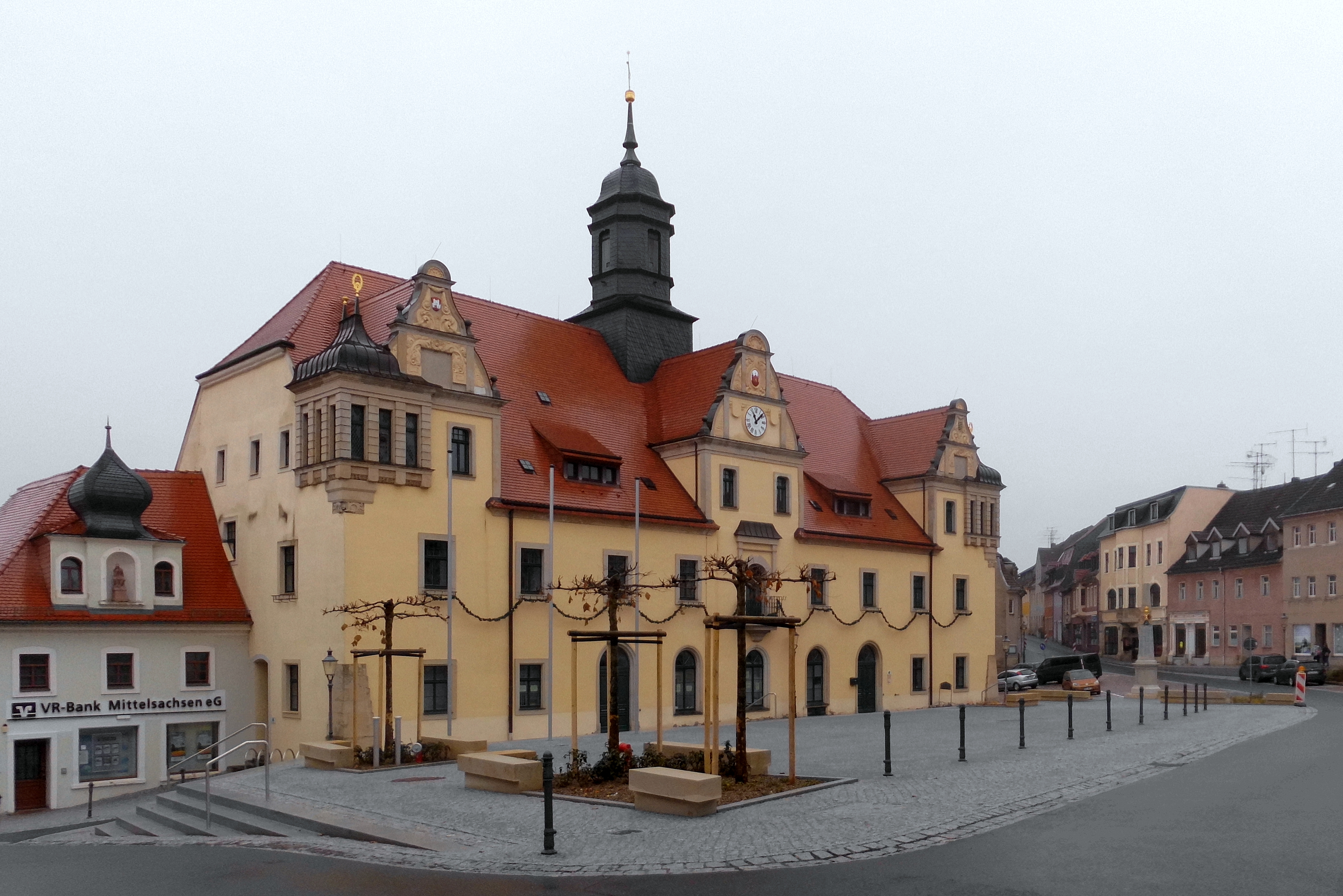
Rathaus Lommatzsch

### Ortsnamenformen
Der Name der Stadt leitet sich her von Glumaci, den Daleminziern, die sich wiederum nach ihrer heiligen Quelle Glomaci (sprich glomatschi) nannten. Urkundlich belegt sind die folgenden Namen. Die ersten Nennungen sind indirekte Erwähnungen einer Ansiedlung.
Urkundlich nachweisbar sind folgende Namensformen:
- 1190 (vor 1190) Thiemo de Lomacz
- 1206 Heinricus sacerdos de Lomaz
- 1286 Lomats
- 1308 Lomatsch
- 1350 Lamacz, Lowmacz
- 1408 Lommaczsch
- 1500 Lumbatzsch (HOV)
- 1518 Lumbicz
- 1547 Lommatz, Lommitsch, Lummitsch

### Entwicklung der Stadt

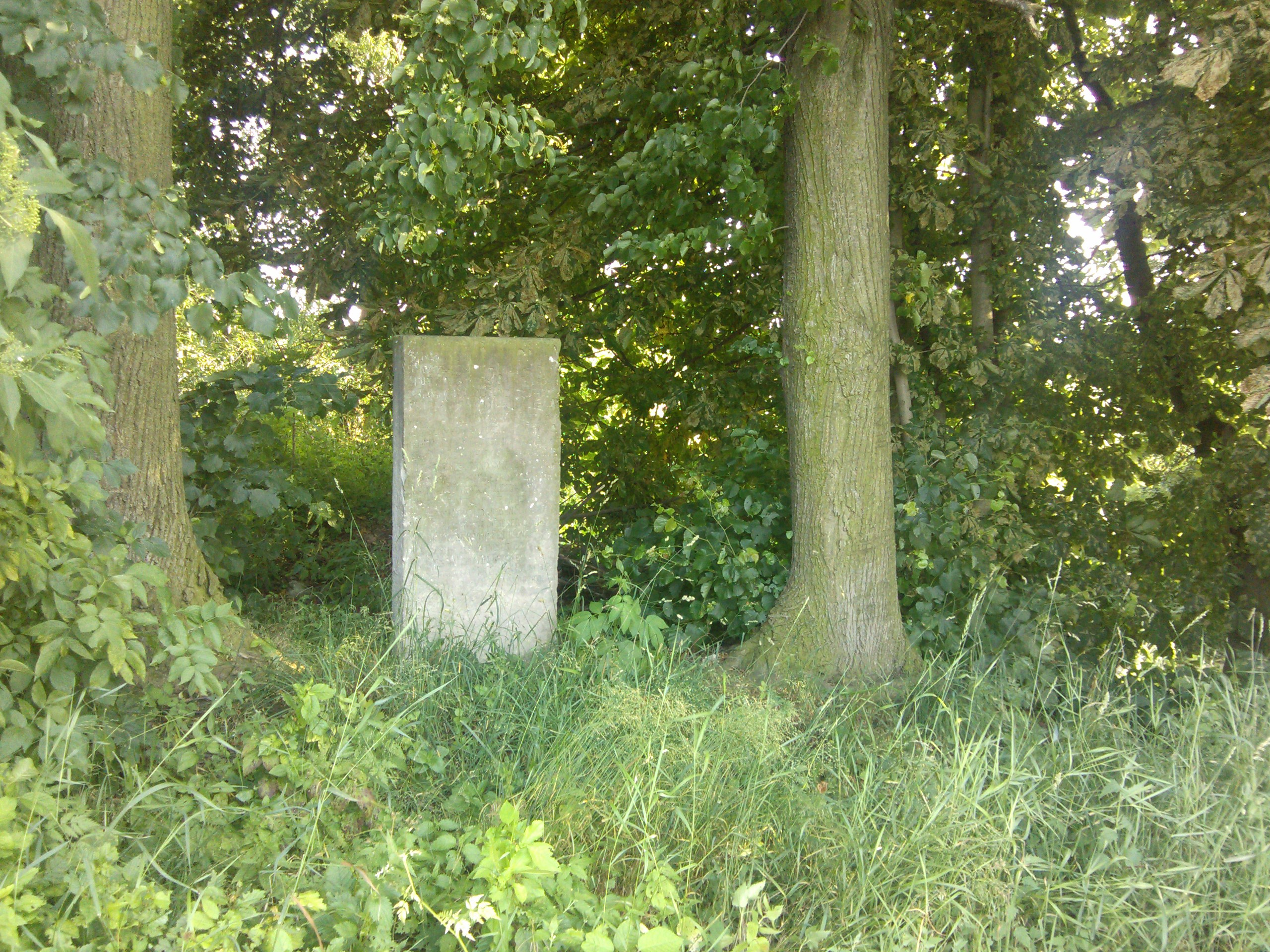
Peststein in Trogen. Zur Erinnerung an die Pestopfer in Trogen im Jahr 1607

Als Stadt (civitas seu oppidum) wurde Lommatzsch 1286 erstmals als Lomatz urkundlich erwähnt. Am 12. August 1330 verleiht Landgraf Friedrich dem Burggrafen zu Meißen den Bierzins zu Lommatzsch. Damit war in der Stadt das Braurecht vorhanden. 1386 gab es einen Bürgermeister und einen Rat, die Ratsverfassung von 1412 sah einen Bürgermeister und 9 Ratsmitglieder vor. 1504 Baubeginn der jetzt noch vorhandenen Wenzelskirche. Es wurden an den von früher stammenden Turm drei gotischen Spitzen aufgesetzt und ein Langhaus angebaut. Die Reformation wurde 1539 eingeführt und Ambrosius Naumann wird erster evangelischer Stadtpfarrer. 1550–1555 erfolgte die Erbauung des Rathauses in der heutigen Größe. 1591 bekam die Wenzelskirche ihre erste Kirchturmuhr. Die Pest machte auch Lommatzsch zu schaffen, so kam es 1607 und 1611 zu insgesamt 1350 Pesttoten. Die folgenden Jahre waren vom Dreißigjährigen Krieg gezeichnet. So kam es 1632 zur Ausbrennung und Einäscherung der Stadt durch kaiserliche Truppen und um 1645 zu erneuten Bränden von Häusern und Scheunen durch die Schweden. 1722 wurde auf dem Markt eine kursächsische Postdistanzsäule aufgestellt, die sich dort bis 1857 befand und heute in Form einer Nachbildung wieder befindet (Fragmente der Originalsäule im Museum). 1814 wurde eine neue Orgel für die Kirche eingeweiht. Lommatzsch bleibt von der deutschen Revolution nicht unberührt, so kommt es 1849 zum ersten Lommatzscher Anzeiger, 1854 zur Erbauung eines Gerichtsgebäudes und 1857 zur Gründung eines Gewerbevereins. 1859 Einweihung des Hauptgebäudes der Schule und Gründung 1865 der Freiwilligen Feuerwehr. 1873 erfolgte die Trennung von Kirche und Schule, so dass fortan 2 Bürgerschulen existierten. 1878 wird an der Schule die Turnhalle errichtet. 1877 Eröffnung der Eisenbahnstrecke nach Riesa und 1880 nach Nossen. 1909 folgte die Schmalspurbahn Wilsdruff–Gärtitz nach Meißen und 1911 nach Döbeln.
Zum Ende des Zweiten Weltkrieges ergab sich ein ständiger Frontenwechsel von deutschen Truppen und Verbänden der Roten Armee: Vom 25. bis zum 28. April 1945 wurde Lommatzsch von der sowjetischen Soldaten eingenommen und vom 29. April bis zum 5. Mai wiederum von deutschen Soldaten. In diesen Tagen ließen SS-Männer 36 von der Zivilbevölkerung denunzierte Zwangsarbeiter und einen weiteren unschuldigen sechzehnjährigen Jungen, der angeblich eine Schreibmaschine gestohlen haben sollte, an der Kirche aufstellen und erschossen sie mit einer MG-Salve. Als nach der Schlacht um Berlin mehr sowjetische Truppen zur Verfügung standen, flüchtete die SS aus Lommatzsch und die Rote Armee marschierte ein.

### Eingemeindungen
Die Gemeinde Messa wurde 1904 als erste Gemeinde nach Lommatzsch eingemeindet. Die Gemeinde Domselwitz folgte 1905. Die Gemeinden Altlommatzsch und Jessen wurden 1973 eingemeindet. Im Jahr 1994 wurden die Gemeinden Dörschnitz, Neckanitz, Piskowitz, Striegnitz, Wachtnitz und Wuhnitz in die Stadt Lommatzsch eingemeindet.

## Politik

### Stadtrat
Das Ergebnis der Stadtratswahl vom 9. Juni 2024 ist wie folgt:
- Freie Wähler Lommatzsch e. V.: 6 Sitze

- AfD: 5 Sitze

- FDP: 3 Sitze
- CDU: 2 Sitze
- Lommatzscher Pflege(n) Demokratie: 2 Sitze

| Sitzverteilung in der Wahlperiode 2024–2029Insgesamt 18 Sitze - FWL: 6 - LPD: 2 - FDP: 3 - CDU: 2 - AfD: 5 | Wahlvorschlag                     | 2024   | 2024   | 2019   | 2019   | 2014   | 2014   |
| Sitzverteilung in der Wahlperiode 2024–2029Insgesamt 18 Sitze - FWL: 6 - LPD: 2 - FDP: 3 - CDU: 2 - AfD: 5 | Wahlvorschlag                     | Sitze  | in %   | Sitze  | in %   | Sitze  | in %   |
| Sitzverteilung in der Wahlperiode 2024–2029Insgesamt 18 Sitze - FWL: 6 - LPD: 2 - FDP: 3 - CDU: 2 - AfD: 5 | Freie Wähler Lommatzsch e. V.     | 6      | 32,3   | 7      | 39,3   | 5      | 24,0   |
| Sitzverteilung in der Wahlperiode 2024–2029Insgesamt 18 Sitze - FWL: 6 - LPD: 2 - FDP: 3 - CDU: 2 - AfD: 5 | AfD                               | 5      | 25,2   | –      | –      | –      | –      |
| Sitzverteilung in der Wahlperiode 2024–2029Insgesamt 18 Sitze - FWL: 6 - LPD: 2 - FDP: 3 - CDU: 2 - AfD: 5 | FDP                               | 3      | 18,3   | 6      | 30,5   | 4      | 21,9   |
| Sitzverteilung in der Wahlperiode 2024–2029Insgesamt 18 Sitze - FWL: 6 - LPD: 2 - FDP: 3 - CDU: 2 - AfD: 5 | CDU                               | 2      | 12,5   | 5      | 30,2   | 7      | 34,3   |
| Sitzverteilung in der Wahlperiode 2024–2029Insgesamt 18 Sitze - FWL: 6 - LPD: 2 - FDP: 3 - CDU: 2 - AfD: 5 | Lommatzscher Pflege(n) Demokratie | 2      | 11,7   | –      | –      | –      | –      |
| Sitzverteilung in der Wahlperiode 2024–2029Insgesamt 18 Sitze - FWL: 6 - LPD: 2 - FDP: 3 - CDU: 2 - AfD: 5 | Linke                             | –      | –      | –      | –      | 2      | 13,0   |
| Sitzverteilung in der Wahlperiode 2024–2029Insgesamt 18 Sitze - FWL: 6 - LPD: 2 - FDP: 3 - CDU: 2 - AfD: 5 | SPD                               | –      | –      | –      | –      | –      | 3,9    |
| Sitzverteilung in der Wahlperiode 2024–2029Insgesamt 18 Sitze - FWL: 6 - LPD: 2 - FDP: 3 - CDU: 2 - AfD: 5 | pro Deutschland                   | –      | –      | –      |        | –      | 2,9    |
| Sitzverteilung in der Wahlperiode 2024–2029Insgesamt 18 Sitze - FWL: 6 - LPD: 2 - FDP: 3 - CDU: 2 - AfD: 5 | Wahlbeteiligung                   | 69,1 % | 69,1 % | 62,1 % | 62,1 % | 53,8 % | 53,8 % |

### Bürgermeister
Bürgermeisterin der Stadt Lommatzsch ist seit 2005 die Historikerin Anita Maaß (FDP). Zuletzt wurde sie am 1. September 2019 mit 93,0 Prozent der gültigen Stimmen wiedergewählt. Die Wahlbeteiligung lag bei 65,4 Prozent.
| Wahl | Bürgermeister    | Vorschlag | Wahlergebnis (in %) |
| ---- | ---------------- | --------- | ------------------- |
| 2019 | Anita Maaß       | FDP       | 93,0                |
| 2012 | Anita Maaß       | FDP       | 79,7                |
| 2005 | Anita Maaß       | FDP       | 53,0                |
| 2001 | Manfred Elschner | FDP       | 55,4                |

### Wappen und Flagge
Blasonierung: „In Silber eine wachsende schwarzgefugte rote Zinnenmauer, daraus wachsend ein rotes Gebäude mit kreuzbestecktem Giebel – darunter drei silberne Bogenfenster – und zwei gezinnten Seitentürmen mit silberbeknauften, blaugeschindelten Spitzdächern und je vier silbernen Bogenfenstern (2/1/1); im offenen silbernen Tor unter hochgezogenem schwarzem Fallgatter ein schwarzer Löwe.“
Der erste Wappennachweis ist auf einem Siegel, das sich an einer Urkunde von 1461 befand. Zwischen 1623 und 1627 gab es ein weiteres Wappen, gezeichnet von Wilhelm Dilich. Die heutige gültige Fassung entstand 1912, inzwischen aber leicht abgewandelt, in dem die goldenen Knäufe auf den Türmen sowie das offene Tor durch silberne ersetzt wurden.
Beschreibung der Flagge:„Die Flagge ist rot-weiß quergestreift mit aufgelegtem Wappen in der Mitte.“

### Partnerschaften
Lommatzsch unterhält seit 1990 eine partnerschaftliche Beziehung zu Weissach im Tal in Baden-Württemberg und seit 1996 mit der ungarischen Stadt Kiskunmajsa.

## Gedenkstätten
- Grabstätte und Ehrenmal an der Stadtkirche für eine unbekannte Anzahl von Zwangsarbeitern mehrerer Länder, die bei einem Massaker am 29. April 1945 von SS-Männern erschossen wurden
- Gedenkanlage auf dem Friedhof des Ortsteiles Dörschnitz für 36 unbekannte KZ-Häftlinge, die in Dörschnitz und Klappendorf im April 1945 ermordet wurden. Die Anlage wurde 1947 im Beisein von Otto Nuschke eingeweiht.

## Kultur und Sehenswürdigkeiten

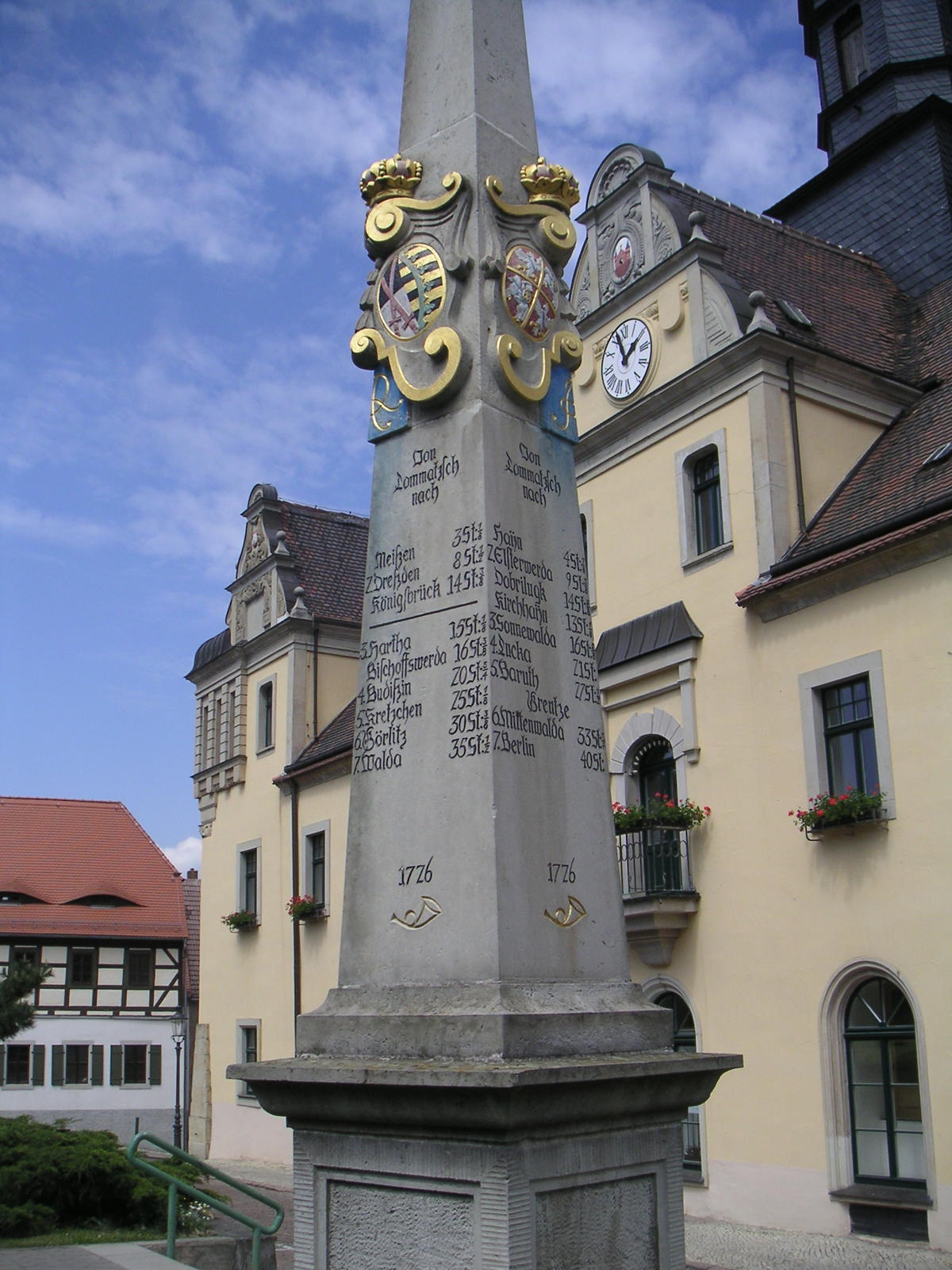
Postmeilensäule vor dem Rathaus

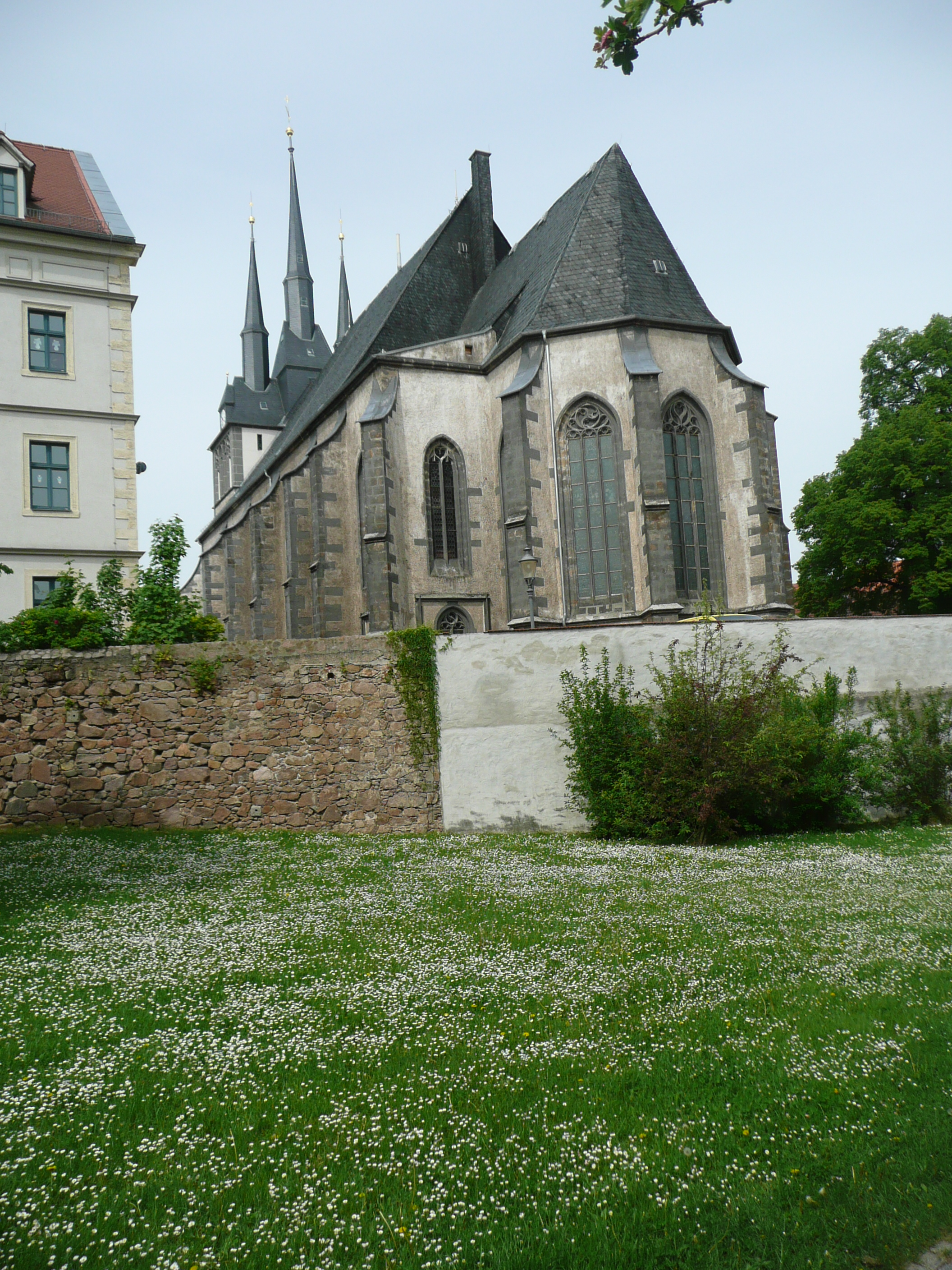
Wenzelskirche

- Marktplatz: Zentrales Gebäude am Markt ist das 1550/55 erbaute Rathaus, das Stilelemente von Jugendstil, Barock und Renaissance vereint. Vor dem Rathaus befindet sich die Kursächsische Postmeilensäule als Nachbildung, deren Originalteile von 1726 in der Sächsischen Postmeisterstube in Dresden bis 1945 ausgestellt waren und heute im Stadtmuseum zu finden sind. Im Gebäude Am Markt 14, dem ältesten Fachwerkgebäude der Stadt, befindet sich das Stadtmuseum.
- Schaubergkellerareal: Lommatzschs historischer Stadtkern ist von einer Reihe unterirdischer miteinander verbundener Tiefkeller durchzogen. Dies wurden seit dem 14. Jahrhundert als Lagerräume angelegt. Gleichzeitig boten die Räume Schutz vor Krieg und Feuer. In den vergangenen Jahrzehnten kam es zu einer Reihe von Senkungen (unter anderem 1926, 1939, 1970, 1996), die Schäden an Straßen, Plätzen und Häuserfronten verursachten. Die genaue Zahl und Lage der Keller ist nicht bekannt, es wird von etwa 85 Anlagen mit einer Ganglänge von über zwei Kilometern ausgegangen.[10] Seit 1995 werden die Tiefkelleranlagen saniert. Ein Teil der Anlagen steht der Öffentlichkeit als Schaubergkellerareal seit 2000 zur Besichtigung zur Verfügung. Das Schaubergkellerareal ist 122,5 m lang, hat eine Sohlentiefe von 4 bis 7 m, eine Ganghöhe von ungefähr 1,75 m und ein Hohlraumvolumen von 320 m³.[11]
- Wenzelskirche:

Eine dem Heiligen Wenzel geweihte Kirche bestand in Lommatzsch bereits vor 1190. Der heutige Bau wurde zwischen 1504 und 1514 als spätgotische dreitürmige einschiffige Kirche erbaut. Baumeister war Peter Ulrich von Pirna (genannt Meister Peter). Sehenswert ist der barocke Altaraufbau (1714), die Kanzel (1619) und eine Reihe von Grabdenkmalen aus dem 16. bis 18. Jahrhundert. In der Wenzelskirche steht der Fünfkinderstein, von dem in der Chronik berichtet wird: „Anno 1688 d 25 Junii hat Fr. Maria Samuel Kühnens Bürgers und Kürschners in der Meißnischen Gasse Eheweib 5 Kinder auf einmahl innerhalb rund halben Tages als 3 Söhne und 2 Töchter zur Welt gehohrn abgelegt.“ Die Fünflinge von Lommatzsch sind einer der ersten genauer dokumentierten Fälle einer höhergradigen Mehrlingsgeburt. Ein Kind verstarb gleich nach der Geburt, zwei weitere nach zwei Tagen. Das vierte Kind lebte etwa sechs Tage und das letztgeborene verstarb im Alter von acht Wochen. Dieses Ereignis war für damalige Zeiten derart ungewöhnlich, dass der sächsische Kurfürst Johann Georg III. in einem Brief darüber unterrichtet wurde.
- Terence-Hill-Museum[13]

## Wirtschaft
Die Carlswerk Glasfabrik bestand von 1897 bis 1945.
Im VEB Apparatebau Lommatzsch wurden von der Mitte der 1950er Jahre bis 1964 mehrere hundert Segelflugzeuge der Typen Baby IIb, Lehrmeister, Libelle und Favorit hergestellt.
Der Hersteller von Tiefkühlkost Frosta betreibt in Lommatzsch einen Produktionsstandort für Gemüse mit 150 Mitarbeitern.

## Verkehr

Bahnhof Lommatzsch um 1910.

Das Stadtgebiet führt die Bundesstraße B6. Die Bundesstraßen B169 und B101 befinden sich in der Nähe des Stadtgebietes. Die S 85 stellt eine gute Anbindung zu den Autobahnen A 4 sowie A 14 und damit nach Dresden (etwa 50 min) und Leipzig (etwa 60 min) dar. Seit 1998 findet auf der durch Lommatzsch laufenden Bahnstrecke Riesa–Nossen kein Zugverkehr mehr statt, wodurch die Stadt mit der Eisenbahn nicht mehr zu erreichen ist. Zusätzlich bestand zwischen 1909/11 und 1970/72 in Lommatzsch Anschluss an die Schmalspurbahn Wilsdruff–Gärtitz.

## Persönlichkeiten

### Ehrenbürger
- Robert Volkmann (1815–1883), in Lommatzsch geborener Komponist
- Carl Menzel (1844–1923), Unternehmer, gründete in Lommatzsch die Glasfabrik „Carlswerk“
- Gerhard Menzel (1911–1997), Unternehmer, förderte seine Heimatstadt
- Terence Hill, eigentlich Mario Girotti (* 1939), italienisch-deutscher Schauspieler, lebte von 1943 bis 1945 in Lommatzsch, wo seine Mutter herstammte
- Rudolf Martick, wirkte mehr als fünf Jahrzehnte als Klavierspieler und Komponist im Robert-Volkmann-Chor in Lommatzsch
- Otto von Bismarck (1815–1898), Politiker und Staatsmann, war der erste Reichskanzler des Deutschen Reiches, dessen Gründung er maßgeblich vorangetrieben hatte.[15]
- Konrad Schwäbe (* 1941), wirkte über 27 Jahre als Stadtrat (parteilos mit CDU-Mandat) und Stellvertretender Bürgermeister für Lommatzsch

### Söhne und Töchter der Stadt
- Simon Sten (1540–1619), Pädagoge, Ethnologe, Philologe, Historiker und Literaturwissenschaftler
- Augustin Prescher (1593–1675), Pfarrer, Gastgeber der Verhandlungen zum Waffenstillstand von Kötzschenbroda
- Ferdinand Gottlieb Schmeltz (1667–1725), Mediziner
- Robert Volkmann (1815–1883), Komponist
- Oswald Faber (1826–1908), Vorturner und Turngerätefabrikant
- Hermann Rentzsch (1832–1917), Reichstags- und Landtagsabgeordneter aus Daubnitz
- Otto Sohre (1853–1926), Architekt und Baumeister
- Hans Fährmann (1860–1940), Komponist und Organist
- Carl Schümichen (1863–1933), Architekt und Baumeister
- Gerd Berendt (* 1915), Schriftsteller
- Franz-Ulrich Poppe (1939–2024), Keramiker und Designer
- Reiner Frieske (* 1940), Handballtorwart
- Horst Frank (1942–1962), Todesopfer an der Berliner Mauer
- Dagmar Schmidt (* 1963), Künstlerin und Kuratorin
- Franko Hölzig (* 1965), Volleyball-Nationalspieler
- Jens Kürbis (* 1965), Handballspieler und Journalist